# Woodstock (gmina w Vermont)
Woodstock – gmina (town) w Stanach Zjednoczonych, w stanie Vermont, siedziba administracyjna hrabstwa Windsor. W jej granicach znajduje się wieś Woodstock.